# NT5C3B
NT5C3B (англ. 5'-nucleotidase, cytosolic IIIB) – білок, який кодується однойменним геном, розташованим у людей на 17-й хромосомі. Довжина поліпептидного ланцюга білка становить 300 амінокислот, а молекулярна маса — 34 389.
| 10         |  | 20         |  | 30         |  | 40         |  | 50         |
| ---------- |  | ---------- |  | ---------- |  | ---------- |  | ---------- |
| MAEEVSTLMK |  | ATVLMRQPGR |  | VQEIVGALRK |  | GGGDRLQVIS |  | DFDMTLSRFA |
| YNGKRCPSSY |  | NILDNSKIIS |  | EECRKELTAL |  | LHHYYPIEID |  | PHRTVKEKLP |
| HMVEWWTKAH |  | NLLCQQKIQK |  | FQIAQVVRES |  | NAMLREGYKT |  | FFNTLYHNNI |
| PLFIFSAGIG |  | DILEEIIRQM |  | KVFHPNIHIV |  | SNYMDFNEDG |  | FLQGFKGQLI |
| HTYNKNSSAC |  | ENSGYFQQLE |  | GKTNVILLGD |  | SIGDLTMADG |  | VPGVQNILKI |
| GFLNDKVEER |  | RERYMDSYDI |  | VLEKDETLDV |  | VNGLLQHILC |  | QGVQLEMQGP |
|            |  |            |  |            |  |            |  |            |

A: Аланін

C: Цистеїн

D: Аспарагінова кислота

E: Глутамінова кислота

F: Фенілаланін

G: Гліцин

H: Гістидин

I: Ізолейцин

K: Лізин

L: Лейцин

M: Метіонін

N: Аспарагін

P: Пролін

Q: Глутамін

R: Аргінін

S: Серин

T: Треонін

V: Валін

W: Триптофан

Кодований геном білок за функцією належить до гідролаз. 
Задіяний у таких біологічних процесах, як метаболізм нуклеотидів, ацетилювання, альтернативний сплайсинг. 
Білок має сайт для зв'язування з нуклеотидами, іонами металів, іоном магнію. 
Локалізований у цитоплазмі.